# Висарга
Ви́сарга (санскр. विसर्ग IAST: visarga, переводится как отправить наружу, высвободить) — диакритический знак в деванагари и некоторых других индийских системах письма, графическое изображение звука h, возникающего из s (реже r) в конце предложения и в конце слова или префикса перед некоторыми согласными. В деванагари этот знак выглядит как двоеточие (ः), в IAST транскрибируется как ḥ, в МФА ему соответстввует [h].
Точное произношение висарги в ведических текстах может различаться в зависимости от школы санскрита. Обычно это эхо от предыдущей гласной после придыхания: aḥ произносится как [ɐhᵄ], а iḥ произносится как [ihⁱ], напр., namaḥ произносится как /namaha/ или kṛtiḥ произносится как /kritihi/. Это явление представляет собой дебуккализацию.
Висарга характерна для санскрита, в хинди она встречается редко.